# Ian Ziering
Ian Andrew Ziering (udtales eye-an, født 30. marts 1964) er en amerikansk skuespiller, som er bedst kendt for rollerne som Steve Sanders i tv-serien Beverly Hills 90210 og Fin Shepard i Sharknado.

## Opvækst
Ziering er født den 30. marts 1964 i Newark, New Jersey, til Mickie og Paul Ziering. Hans far var Chelsea Handlers hebræisklærer. Ziering er født op i West Orange, New Jersey og har 2 brødre, Jeff og Barry, som begge er over 10 år ældre end ham. Zierings far har lavet en vits om ham; "Ian er den bedste fejltagelse jeg har lavet". Ziering dimitterede i 1982 fra West Orange High School .
Zierings mor døde for 9 år siden, og han har talt åbenlyst om hvor tæt han og hans mor var.

## Karriere
Ziering fik i 1990 rollen som den forkælede rigmandssøn Steve Sanders i Beverly Hills 90210. En rolle han havde fra seriens start i 1990 til 2000. 
I 2006, producerede, instruerede og medvirkede Ziering i kortfilmen Man vs. Monday, som vandt en "Audience Choice Award" ved Ft. Lauderdale Film Festival i 2006.  Også i 2006, vandt Ziering en "Best Actor Award" ved Monaco Film Festival i 2006 for hans rolle som Francis i filmen Stripped Down.
Ziering har også medvirket i tv-serien JAG, What I Like About You, The Doctors som Erich Aldrich og i Guiding Light som Cameron Stewart.
Den 18. juni 2007 kunne Variety reportere, at Ziering havde været til audition ugen forinden til værtrollen efter Bob Barker i tv-showet The Price Is Right. Jobbet gik dog uheldigvis til Drew Carey.
Ziering skal medvirke i den nye omgang af Beverly Hills 90210, ligesom hans tidligere medskuespillere Jennie Garth og Tori Spelling.

### Dancing with the Stars
Ziering var en kendis danser i 4. sæson af ABCs amerikanske version af Dancing with the Stars (dansk Vild med dans).  Hans professionlle dansepartner var Cheryl Burke, som vandt konkurrencens 2. sæson med partneren Drew Lachey og vandt også 3. sæson med partneren Emmitt Smith. Ziering kom til semifinalen i 4. sæson og fik perfekt score (tre 10-taller) fra dommerne for den ene af hans 2 danse i semifinalen, med det var desværre ikke nok; han og Cheryl blev stemt ud under resultatshowet dagen efter den 15. maj 2007.

#### Præstationer
| Uge #         | Dans          | Karaktere i alt | Resultat |
| ------------- | ------------- | --------------- | -------- |
| 1             | Cha-cha-cha   | 21              | Videre   |
| 2             | Quickstep     | 22              | Videre   |
| 3             | Jive          | 24              | Videre   |
| 4             | Vals          | 24              | Videre   |
| 5             | Samba         | 24              | Videre   |
| 6             | Pasodoble     | 24              | Videre   |
| 7             | Tango Mambo   | 27 27           | Videre   |
| 8             | Rumba Foxtrot | 22 25           | Videre   |
| 9 Semi-finale | Tango Jive    | 28 30 Toppoint  | Stemt ud |

## Privat
Ziering blev den 4. juli 1997 gift med modellen Nikki Schieler. Ziering søgte om skilsmisse den 28. februar 2002, på grund af store forskelle mellem parret.
Den 3. februar 2010, annoncerede han sin forlovelse med Erin Ludwig. Parret blev gift ved en ceremoni i Newport Beach, Californien, den 28. maj2010. De har to døtre, Mia Loren (født 25. april 2011) og Penna Mae (født 25. april 2013).

## Trivia
- Var blandt gæsterne til Beverly Hills-kollegaen Jason Priestleys bryllup med Naomi Lowde-Priestley.
- Er 1.83 m høj.
- Da han var yngre, slog han sin fortand ud og fik øgenavnet "George Washington".
- Gik på samme elementary school som Scott Wolf fra Party of Five.

## Filmografi
| År        | Titel                                      | Rolle                 | Bemærkninger                                                                  |
| --------- | ------------------------------------------ | --------------------- | ----------------------------------------------------------------------------- |
| 1981      | Endless Love                               | Sammy Butterfield     |                                                                               |
| 1981-1982 | The Doctors                                | Erich Aldrich         | Ukendt antal episoder i serien                                                |
| 1986-1988 | The Guiding Light                          | Cameron Stewart       | Ukendt antal episoder i serien                                                |
| 1988      | ABC Afterschool Specials                   | Randy Forester        | Episoden: Terrible Things My Mother Told Me                                   |
| 1990      | CBS Schoolbreak Special                    | Donnie                | Episoden: Flour Babies                                                        |
| 1990      | Married with Children                      | Drengen               | Episoden: The Unnatural                                                       |
| 1990-2000 | Beverly Hills 90210                        | Steve Sanders         | Tv-serie                                                                      |
| 1992      | Melrose Place                              | Steve Sanders         | Episoder: Lost & Found Friends & Lovers Pilot                                 |
| 1993-1996 | Biker Mice from Mars                       | Vinnie                | Stemme i 65 episoder                                                          |
| 1995      | The Women of Spring Break                  | George Peck           | Tv-film                                                                       |
| 1995      | No Way Back                                | Victor Serlano        |                                                                               |
| 1996      | Subliminal Seduction                       | Darrin Danver         | Tv-film                                                                       |
| 1996      | Mighty Ducks                               | Wildwing              | Stemme i 3 episoder                                                           |
| 1997      | Mighty Ducks the Movie: The First Face-Off | Wildwing              | Stemme                                                                        |
| 1997      | Savate                                     | Cain Parker           |                                                                               |
| 1998      | Godzilla                                   | Nick Tatopoulos       | Tv-serie, ukendt antal episoder                                               |
| 1999      | The Love Boat: The Next Wave               | Joshua Krumb          | Episoden: Don't Judge a Book by Its Lover                                     |
| 1999      | Batman Beyond                              | Mason Forrest         | Episoden: The Winning Edge                                                    |
| 1999      | Batman Beyond: The Movie                   | Mason Forrest         | Stemme Tv-film                                                                |
| 2000      | Twice in a Lifetime                        | Dr. Steven Weaver     | Episoden: Even Steven                                                         |
| 2001      | Inside Schwartz                            | Parker                | Episoden: Event Night                                                         |
| 2001      | JAG                                        | Kapt. William Shepard | Episoden: Ambush                                                              |
| 2002      | Son of the Beach                           | Harry Johnson         | Episoder: Bad News, Mr. Johnson Jailhouse Notch: Part 2 Taco Lips Now: Part 1 |
| 2002      | What I Like About You                      | Paul Cody             | Episoden: Copy That                                                           |
| 2003      | Freelancer                                 | Edison Trent          | Videospil                                                                     |
| 2003      | Spider-Man                                 | Harry Osborn          | Stemme i 13 episoder                                                          |
| 2005      | Six Months Later                           | Michael               |                                                                               |
| 2005      | Domino                                     | Sig selv              |                                                                               |
| 2006      | Stripped Down                              | Francis               |                                                                               |
| 2006      | Man vs. Monday                             | Dan Smith             |                                                                               |
| 2006-2007 | Biker Mice from Mars                       | Vinnie                | Stemme i 24 episoder                                                          |
| 2007      | Tyrannosaurus Azteca                       | Cortes                |                                                                               |
| 2007      | Side Order of Life                         | Brian Fowler          | Episoder: Nothing Left to Lose Aliens Awakenings                              |
| 2007      | Drawn Together                             | Chase Huffington      | Episoden: Drawn Together Babies                                               |
| 2008      | Lava Storm                                 | John Wilson           | Tv-film                                                                       |
| 2008      | Baby on Board                              | ---                   | Optagelser i gang                                                             |